# Ivergny
Ivergny ist eine französische Gemeinde mit 240 Einwohnern (Stand 1. Januar 2022) im Département Pas-de-Calais. Sie gehört zum Arrondissement Arras, zum Kanton Avesnes-le-Comte und zum Gemeindeverband Campagnes de l’Artois.

## Lage
Die Gemeinde Ivergny liegt am Südrand des Artois an der Grenze zum Département Somme auf einem Plateau zwischen den Flusstälern von Canche und Authie, 30 Kilometer südwestlich von Arras. Nachbargemeinden von Ivergny sind Estrée-Wamin im Norden, Beaudricourt im Nordosten, Sus-Saint-Léger im Osten, Lucheux im Südosten, Brévillers im Süden, Le Souich im Südwesten sowie Rebreuviette im Nordwesten. Im Westen der Gemeinde Ivergny stehen sechs Windkraftanlagen als Teil eines interkommunalen Windparks.

## Bevölkerungsentwicklung
| Jahr                       | 1962 | 1968 | 1975 | 1982 | 1990 | 1999 | 2006 | 2015 | 2022 |
| -------------------------- | ---- | ---- | ---- | ---- | ---- | ---- | ---- | ---- | ---- |
| Einwohner                  | 213  | 207  | 187  | 194  | 187  | 218  | 237  | 261  | 240  |
| Quellen: Cassini und INSEE |      |      |      |      |      |      |      |      |      |

## Sehenswürdigkeiten

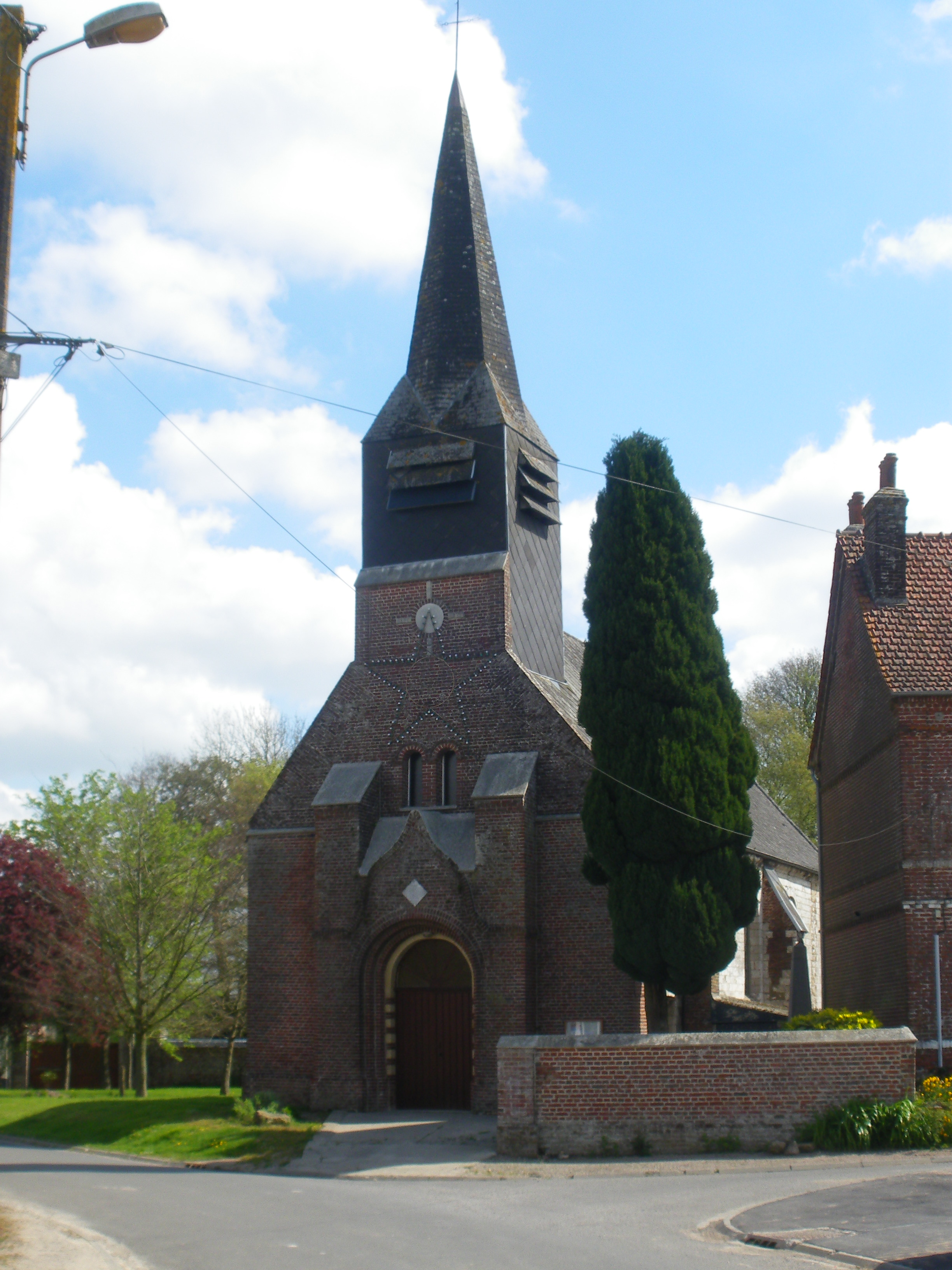
Kirche Saint-Vaast
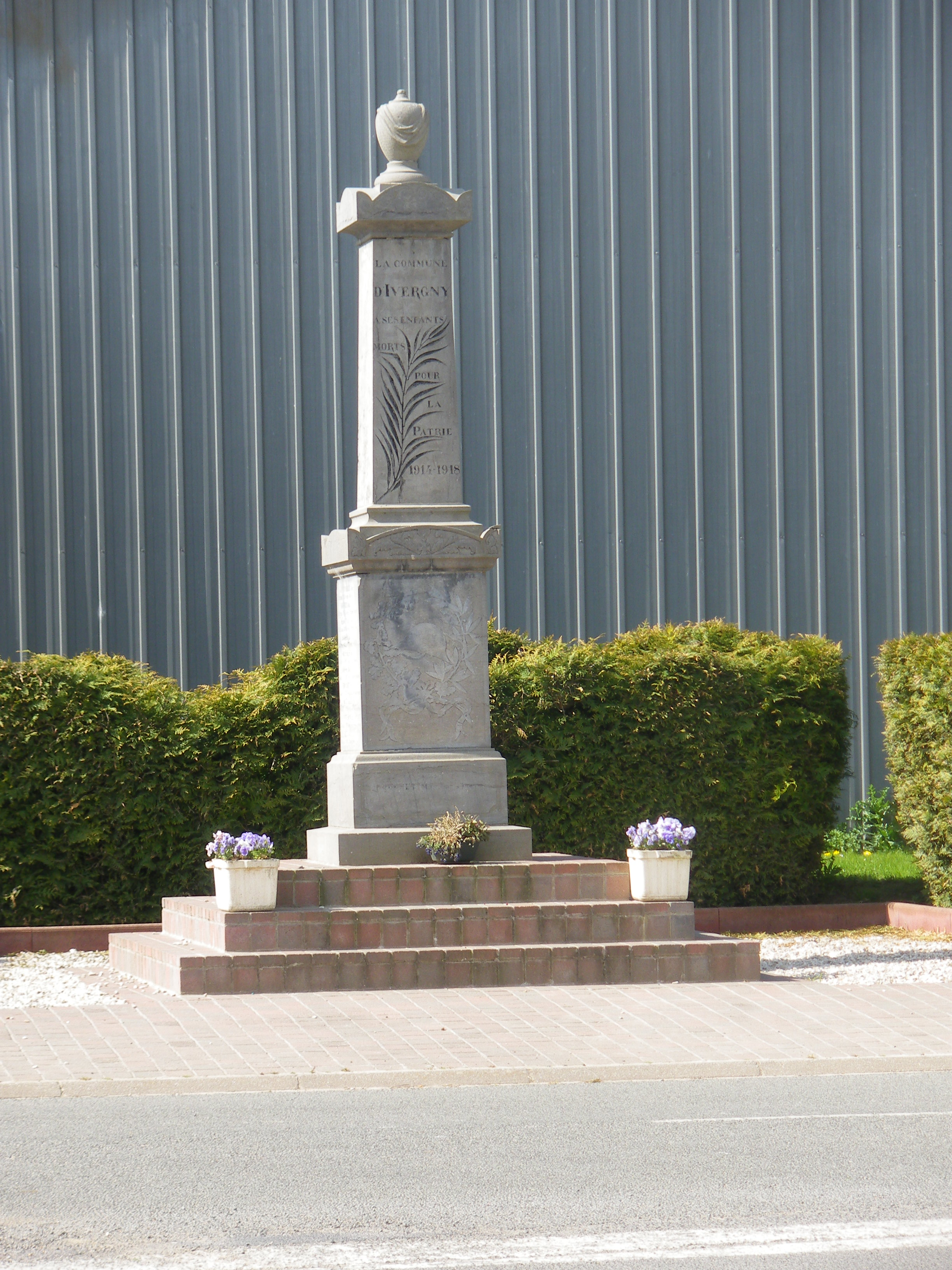
Gefallenendenkmal

- Kirche Saint-Vaast
- Gefallenendenkmal